# Svetli Dol
Svetli Dol – wieś w Słowenii, w gminie Štore. W 2018 roku liczyła 68 mieszkańców.